# Чиказька школа соціології

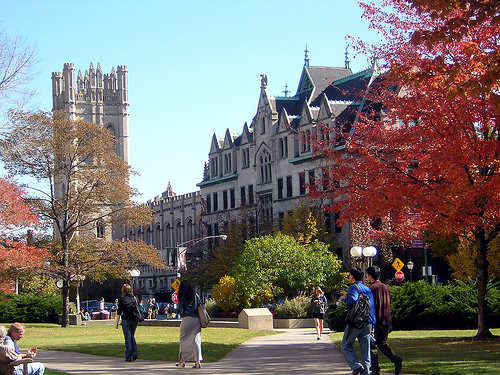
Університет Чикаго — колиска американської соціології

Чиказька школа соціології — напрям, котрий мав місце в американській соціології. Він виникає у 1920-тих роках у місті Чикаго і представлений групою дослідників Університету Чикаго. В кінці XIX — на початку XX століть, Чикаго стає одним із провідних осередків розвитку промисловості, науки і культури. Саме у цей період розвитку міста у Чиказькому університеті з'являється соціологічний факультет. А згодом у ньому виникає нова соціологічна школа, котра стала першою на Американському континенті. Її прийнято називати Чиказькою школою соціології.
|             | Тісно інтегроване співтовариство викладачів і студентів-випускників, зайнятих в дослідницькій програмі по вивченню міста і зосереджених навколо загальних проблем, характерне для соціології Чикаго 20-х років, майже не має аналогів з тих пір і до цього дня |
| — M. Балмер | |

## Передумови виникнення
Щасливий збіг і вдале поєднання вищезазначених умов дозволив Чиказькій школі соціології зайняти домінуючу позицію в американській соціології в період з 1915 по 1935 роки. Її роль в інституціоналізації соціології як академічної дисципліни важко переоцінити. Заснований А. Смолом в 1892 р. перший у світі соціологічний факультет в Чикаго кидав виклик не тільки старим університетам Східного узбережжя Америки в справі виховання інтелектуальної еліти, але й поклав початок американській соціологічній школі, котра відрізнялась від європейської традиції, не порушуючи при цьому спадкоємності в розвитку соціологічної науки в цілому. У Чикаго американська соціологія була представлена в основному роботами таких науковців, як Кулі, Ворда, Самнера, Ґідінґса, Роса, Смола. Також вона відзначилась декількома курсами з соціології в університеті Брауна, Колумбійському і Єльському університетах. Інституціоналізація соціології в Чикаго була обумовлена багато в чому вже накопиченим на той час теоретичним досвідом і специфічними особливостями місця і часу. Специфіка ж полягала в тому, що на початку століття і особливо після першої світової війни Америка почала грати нову роль в світовій спільноті. Цьому сприяли як бурхливий розвиток індустріалізації, урбанізації, економічний підйом, так і могутній потік емігрантів з самих різних кінців розореною війною і розбурханої революціями Європи. Американське суспільство зіткнулося з проблемами соціальної інтеграції, стабілізації, соціальної і культурної адаптації емігрантських співтовариств, соціального контролю в цілому, дозвіл яких вимагав ефективних реформ. Існувала потреба в соціальних науках, перш за все — в соціології, і вимоги до них були продиктовані цими реформами. Спершу Чиказькій соціології був властивий пафос соціального реформізму. Засновник університету Чикаго Вільям Харпер основною задачею соціологічних досліджень в університеті вважав вирішення конкретних соціальних проблем. Альбіон Смол дотримувався тієї ж ідеї про призначення соціології. Формування і розквіт соціологічної школи в Чикаго в більшій мірі зобов'язано традиції, яка припускає, що ефективний соціологічний аналіз вже сам по собі сприяє колективним зусиллям, направленим на дозвіл проблем, оскільки більш ясне розуміння соціальної реальності служить залученню загальної уваги" Участь студентів і професорів університету в різного роду міських реформах викликало відчуття особливого, «інтимного», відношення до міста: Роберт Парк, наприклад, писав, що для нього Чикаго — «щось більше, ніж сукупність індивідів і зручностей… щось більше, ніж набір соціальних інститутів і адміністративних одиниць. Місто — цей, швидше, умонастрій, тіло звичаїв і традицій… продукт природи, особливо — людської природи».

## Етапи розвитку та функціонування школи

### Підготовчий період
Підготовчий період в розвитку школи соціології в Чикаго тривав у 1892–1915 рр.і був пов'язаний з діяльністю в університеті так званої «великої четвірки»: А. Смола, Дж. Вінсента, Ч. Хендерсона і В. Томаса. Зусиллями Харпера і Смола у 1895 році був заснований перший у світі соціологічний журнал, який і залишався єдиним до появи інших в 1921 р, а потім, в 1922 р. Також, на цьому етапі, за активної участі Смола в 1905 р. було створено і Американське соціологічне товариство, яке послужило в подальшому розвитку школи Чикаго зв'язною ланкою між соціологами Чикаго і широкою соціологічною громадськістю. Головним в спадщині цього першого покоління американських соціологів була інституціоналізація соціології в американських університетах. В цей період, в Чикаго, ще не було створено єдиної дослідницької програми, котра з'явилась згодом, з чітко позначеною теоретичною орієнтацією. Першою фундаментальною роботою, що позначила початок нового етапу в розвитку соціологічних досліджень і що стала класичним зразком дослідження в стилі школи Чикаго, була відома робота Вільяма Томаса і Флоріана Знанецького «Польський селянин в Європі і Америці».

### Другий етап
Принципово новий етап в розвитку школи Чикаго почався з приходом туди Роберта Парка. На самому початку цей розвиток зв'язувався з іменами Томаса і Парка як ідейних лідерів школи, потім, після відходу Томаса в 1913 р., школу очолила інша пара — Парк і Берджесс. Успіх школи багато в чому був забезпечений органічним з'єднанням емпіричних досліджень з теоретичними узагальненнями, висуненням гіпотез в рамках єдиної організованої і направленої на конкретні практичні цілі програми соціально-реформіста. Таке поєднання теорії і прикладних досліджень стало можливим завдяки співпраці Парка і Берджесса, в якому пріоритетом Парка було в основному теоретичне узагальнення, а Берджесс був особливо винахідливий в організації і методичному забезпеченні дослідницьких програм. Основними темами, на вивчення яких Парк орієнтував своїх учнів, були расові відносини і місто як соціальна лабораторія. Парк був зразком спілкування із студентами, його здатність інтенсивно працювати з випускниками, що готують дисертації, зіграли не меншу роль, ніж його концепції і дослідницькі проекти. Йому вдавалося, за свідченням Р. Блумера, «піднімати їх на такий рівень досягнень, який, як це ні парадоксально, перевершував всі очікування самого студента щодо своїх спроможностей». Привертаючи студентів до дослідницької програми, Парк умів допомогти кожному знайти його специфічний інтерес в цьому дослідженні і допомагав розвернути і обговорити намічений дослідницький план в найширшому діапазоні. Для обговорення найрізноманітніших тим, які нерідко потім ставали темами дисертацій. Парк організував у 1920 році «Товариство соціальних досліджень» яке, на його думку, повинне було стимулювати широкий інтерес і інтелектуальну співпрацю між факультетом і студентами в єдиній дослідницькій програмі. Замість звичних лекційно-бібліотечних методів роботи із студентами Парк віддавав перевагу неформальним семінарам, обговоренням і навіть «клубним розмовам». Серед робіт Парка, присвячених в основному трьом головним його темам — расові відносини і конфлікт культур, місто як соціальне середовище, предмет соціології і її роль в сучасному суспільстві.

## Підручник «Вступ у науку соціологію»
Фундаментальним результатом роботи Томаса—Парка—Берджесса по формуванню школи, яке представлялося як з'єднання зусиль по створенню оригінальної теорії із завданням її подальшого розповсюдження серед студентів та перетворення в основу засвоєння соціологічних знань в цілому, став знаменитий підручник «Вступ в науку соціологію» що витримав два видання (1921 і 1924 рр.), кожне з яких мало по чотири репринта. До цього в Чикаго вже був підручник соціології (перший у світі), написаний А. Смолом і Дж. Вінсентом в 1894 р. Але підручник Смола — брошура, що висловлює в основному його власні погляди на соціологічну теорію, — набагато скромніша за задумом, аніж підручник Парка—Берджесса. Ця книга — значний том на тисячу сторінок, що зібрав 190 уривків з робіт різних авторів. Серед авторів текстів, різноманітних не тільки з тематики, але і по жанру (тут трапляються навіть щоденникові записи), найбільш часто можна зустріти імена Г. Зіммеля, Ч. Кулі, В. Томаса, Г. Спенсера, Ч. Дарвіна, Е. Дюркгейма, Р. Тарда, Г. Лебона і самого Р. Парка. В передмові Парк підкреслює, що цей підручник «задуманий не просто як набір матеріалів, а як систематичний виклад» основ соціології, як «спроба дати матеріал в рамках цілком певній сукупності соціологічних понять». Основний задум підручника, крім викладу певного погляду на предмет і метод соціології і її роль в сучасному суспільстві, полягав в тому, щоб виробити у студентів активне, творче відношення до предмету, щоб зробити соціологію «загальним підприємством», в якому беруть участь і викладачі, і студенти. Головне, чому повинен був навчити підручник, на думку Парка, — це спостерігати, творчо відноситися до своїх спостережень, порівнювати їх з прочитаним, словом — уміти організовувати і використовувати свій власний досвід, як емпіричний, так і теоретичний.
Основні теоретичні принципи Р. Парка були відображені вже в самій структурі підручника, що складається з чотирнадцяти розділів, в передмовах до яких ці принципи висловлюються. При цьому до кожного з розділів, окрім передмови і власне «матеріалів», додається список питань і проблем для вивчення і обговорення, а також список літератури з цих питань. Бібліографія підручника дає цілком вичерпне і серйозне уявлення про основні напрями у європейській і американській соціології того часу. Не дивно, що перше видання підручника критикували за його складність для початківців студентів і «інтелектуалізм». На це Парк відповідав, що підручник повинен бути книгою, «яка примушує студента сприймати соціологію серйозно». Такий «синоптичний погляд» на соціологічну науку в межах одного підручника, який студенти за його ґрунтовність охрестили «зеленою Біблією» (за колір книги), дає уявлення і про теоретичну спрямованість школи Чикаго в цілому.